# Changing Winds
Changing Winds är Maddy Priors andra studioalbum från 1978.

## Låtlista
1. To Have and to Hold - 4:02
2. Pity the Poor Night Porter - 3.55
3. Bloomers - 2.56
4. Accappella Stella - 1.42
5. Canals - 5.24
6. Sovereign Prince - 8.33
7. Ali Baba - 2.45
8. Mountain - 3.35
9. In Fighting - 3.20
10. Another Drink - 3.21

## Musiker
- Sång: Maddy Prior
- Minipiano: Richie Close, Fender Rhodes
- Piano: Chris Stainton, Richie Close, Sarah Deco
- Gitarr: Doug Morter
- Elgitarr, akustisk gitarr, klassisk gitarr: John O'Connor
- Synthesizer, cembalo: Kevin Savigar
- Bas: Rick Kemp
- Pedal steel guitar: B. J. Cole
- Slagverk: David Hassell, John Lingwood
- Syndrums: Glyn Thomas
- Flaskhalsgitarr: Malcolm Peet
- Saxofon, klarinett: Philip Todd
- Sång: Rick Kemp, Doug Morter, John O'Connor, Barbara Dickson, Sarah Deco

Stycken arrangerade & utförda av Richie Close